# Газ-течна хроматография
Газотечната хроматография е метод за резделяне и определяне на летливи съединения. Основава се на разликите в стойностите на разпределителните коефициенти на веществата между две фази-подвижна газова и неподвижна течна.
Газова фаза, наречена газ-носите, е инертен газ – водород, хелий, азот или аргон с честота ≥99,95%
Течната фаза отговаря на редица изисквания. Тя е инертен разтворител на анализираните компоненти, термически устойчива, с неголям вискозител и ниско налягане на парите. В практиката се използват висококипящи силиконови масла, полиетиленгликол, полипропиленгликол, апиезон (фракция на нефта) и др. Неподвижната течна фаза се зарежда в хроматографската колонка под формата на тънък филм върху инертен зърнест носител със среден диаметър 160 µm.